# Možganska skorja
Možgánska skórja ali cerebrálni kórteks je najbolj zunanja plast živčnega tkiva velikih možganov pri nekaterih vretenčarjih. Pokriva velike in male možgane in se deli v levo in desno poloblo. Ima ključno vlogo pri pomnennju, pozornosti, zaznavnem zavedanju, mišljenju, govoru in zavesti. Sestoji iz do šestih vodoravnih plasti, od katerih ima z vidika nevronov in povezljivosti vsaka drugačno sestavo. Debela je od 2 do 4 milimetrov.
V konserviranih možganih ima skorja sivo barvo, zato jo imenujemo tudi »siva substanca«. V nasprotju s sivo substanco, ki jo tvorijo nevroni in njihova nemielinizirana vlakna, tvorijo belo substanco pod njo predvsem mielinizirani nevriti, ki med seboj povezujejo nevrone v različnih delih skorje in nevrone v drugih delih osrednjega živčevja.
Površina možganske skorje je pri velikih sesalcih zvita; tako sta v brazdah, imenovanih »sulkusi«, skriti tudi dve tretjini skorje človeških možganov. Filogenetsko najpoznejši del možganske skorje, neokorteks (tudi izokorteks) je diferenciran v šest vodoravnih plasti. Starejši del skorje, hipokampus (tudi arhikorteks), ima največ tri celične plasti, in se deli v podpolja. Nevroni v različnih plasteh se navpično povezujejo v drobna mrežja, imenovana kortikalni stebrički. Različna neokortikalna arhitektonska polja (Brodmanove aree) se medsebojno razlikujejo v debelini plasti, prevladujočem celičnem tipu in v drugih vidikih, npr. nevrokemičnih označevalcih.